# Mézy-sur-Seine
Mézy-sur-Seine est une commune du département des Yvelines, dans la région Île-de-France, en France, à 12 km environ à l'est de Mantes-la-Jolie.
La commune de Mézy-sur-Seine est incluse dans le périmètre du parc naturel régional du Vexin français.
Ses habitants sont appelés les Méziacois.

## Géographie

Localisation de Mézy-sur-Seine dans les Yvelines.

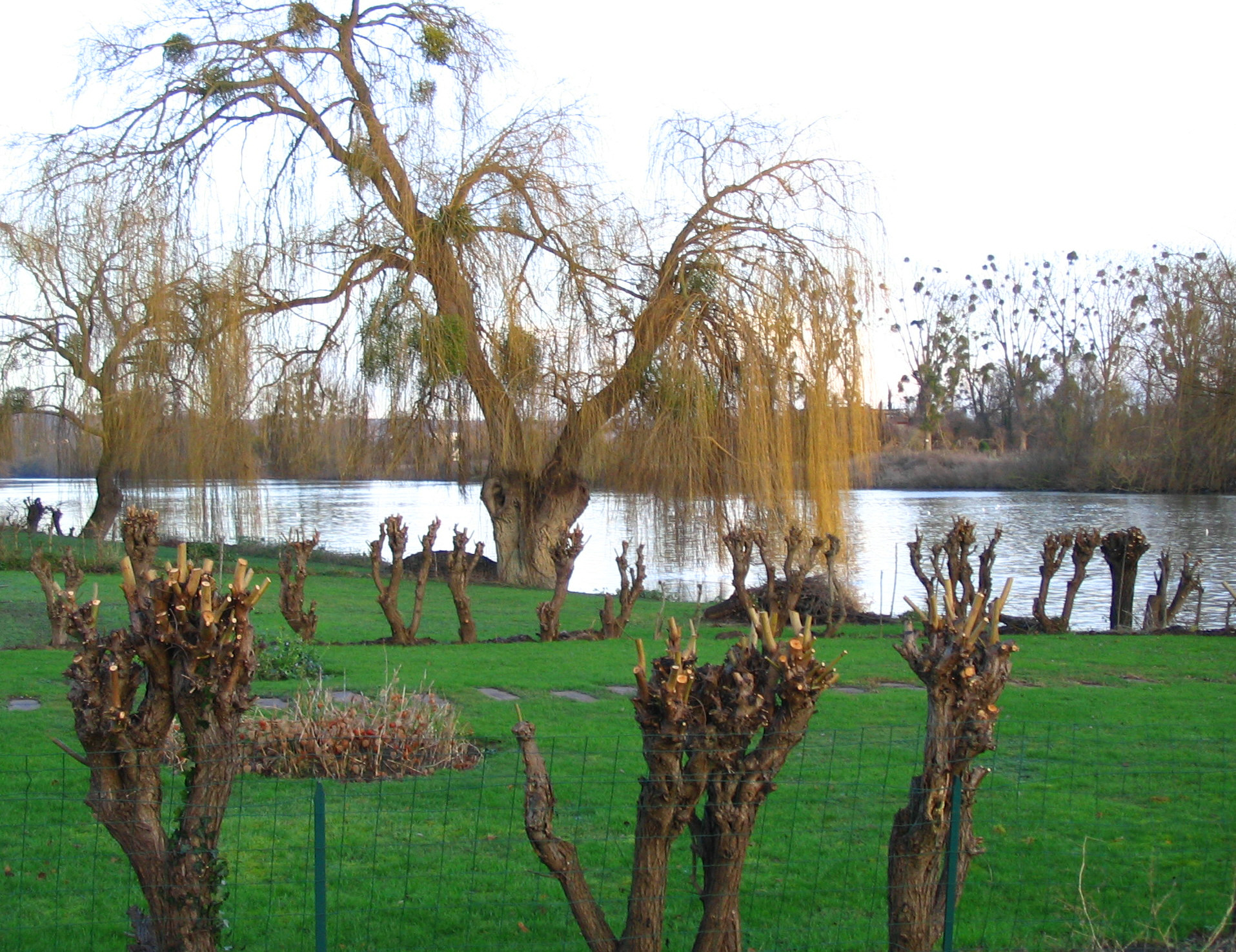
Bords de Seine.

C'est une commune dont le territoire s'étend sur la rive droite de la Seine en bordure de Seine et dans le massif boisé de l'Hautil à la limite sud du Vexin français. Il englobe également une île de la Seine, l'île de Mézy, en face de Flins-sur-Seine.
La commune est limitrophe de Juziers à l'ouest, de Seraincourt et Oinville-sur-Montcient au nord, de Meulan-en-Yvelines et Hardricourt à l'est et, séparés par la Seine, des Mureaux et Flins-sur-Seine au sud.
Elle est desservie par la route départementale 190, très fréquentée, qui relie Poissy à Mantes-la-Jolie. Elle est traversée par la ligne ferroviaire Paris-Saint-Lazare-Mantes-la-Jolie via Conflans-Sainte-Honorine

### Climat
Pour des articles plus généraux, voir Climat de l'Île-de-France et Climat des Yvelines.
En 2010, le climat de la commune est de type climat océanique dégradé des plaines du Centre et du Nord, selon une étude du CNRS s'appuyant sur une série de données couvrant la période 1971-2000. En 2020, Météo-France publie une typologie des climats de la France métropolitaine dans laquelle la commune est exposée à un climat océanique et est dans la région climatique  Sud-ouest du bassin Parisien, caractérisée par une faible pluviométrie, notamment au printemps (120 à 150 mm) et un hiver froid (3,5 °C). 
Pour la période 1971-2000, la température annuelle moyenne est de 11 °C, avec une amplitude thermique annuelle de 14,9 °C. Le cumul annuel moyen de précipitations est de 678 mm, avec 10,8 jours de précipitations en janvier et 7,7 jours en juillet. Pour la période 1991-2020, la température moyenne annuelle observée sur la station météorologique la plus proche, située sur la commune de Maule à 10 km à vol d'oiseau, est de 11,8 °C et le cumul annuel moyen de précipitations est de 677,0 mm,. Pour l'avenir, les paramètres climatiques de la commune estimés pour 2050 selon différents scénarios d'émission de gaz à effet de serre sont consultables sur un site dédié publié par Météo-France en novembre 2022.

## Urbanisme

### Typologie
Au 1er janvier 2024, Mézy-sur-Seine est catégorisée ceinture urbaine, selon la nouvelle grille communale de densité à sept niveaux définie par l'Insee en 2022.
Elle appartient à l'unité urbaine de Paris, une agglomération inter-départementale regroupant 407  communes, dont elle est une commune de la banlieue,,. Par ailleurs la commune fait partie de l'aire d'attraction de Paris, dont elle est une commune de la couronne,. Cette aire regroupe 1 929 communes,.

## Toponymie
Le nom de la localité est attesté sous les formes Magatiaco villa 719 (SS rer. Germ. 28, no.7), territorio Maisiaci au XIe siècle, de Mesiaco, Mézy dès le XIe siècle avec la prononciation "Méçi"  ou "Maici", Meziacum, Mesi en 1420, Mezy en 1793, Mezy-les-Mureaux en 1801, Mézy-sur-Seine en 1971.
Le nom de Mézy dériverait d'un nom propre gallo-romain, Masius, suivi du suffixe -acum.
Mézy est longée par la Seine au sud.

## Héraldique
| Armes de Mézy-sur-Seine | Les armes de Mézy-sur-Seine se blasonnent ainsi : d'azur au lion d'or marqueté de sable. |

## Histoire
Le village apparaît sous le nom Magatiaco villa entre les possessions du monastère de Fontanelle pour l'an 719 (anno quinto regnante Dagoberto, SS rer. Germ. 28, no.7). 
Il remonte en tant que localité fortifiée des vicomtes de Meulan au moins au Xe siècle. Il est bâti sur le coteau de Seine et dans le vallon d'un petit affluent que l'on voit toujours couler au niveau de la place Paul-Bargeton ; le bassin versant de cet affluent se situe sur le plateau à la limite de Juziers et d'Oinville-sur-Montcient.

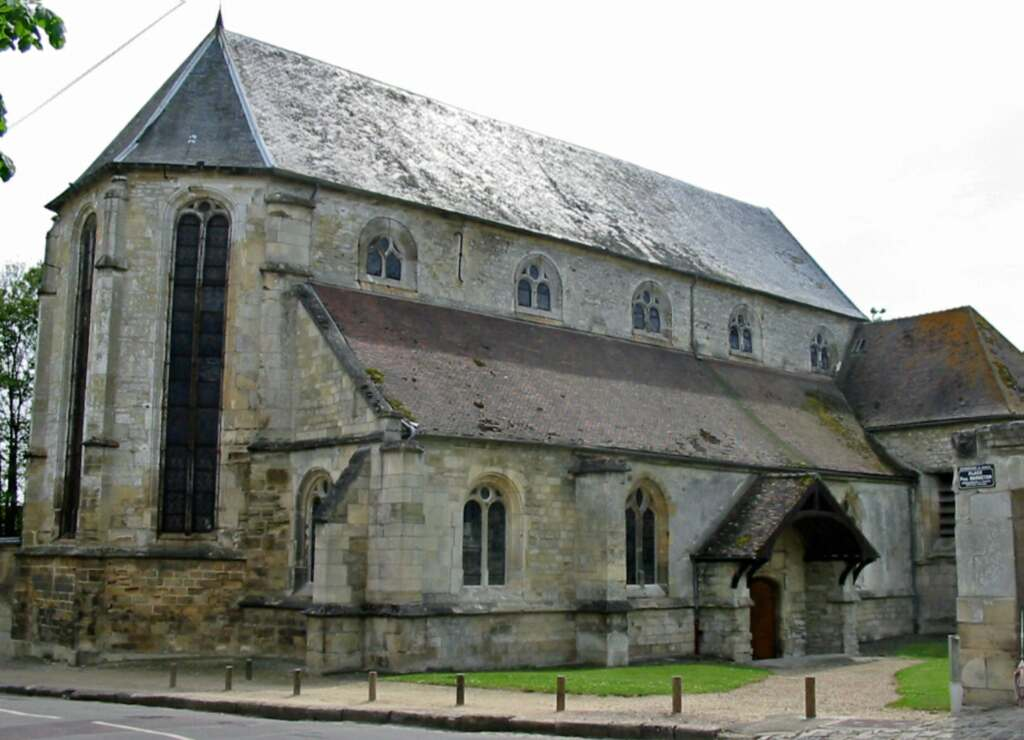
Église Saint-Germain.

L'église consacrée à saint Germain, a été bâtie une première fois au XIIe siècle ; ravagée par les Anglais au cours de la guerre de Cent Ans, elle a été rebâtie dans le style Renaissance, comme en témoigne le clocher ; elle n'a pas été achevée ; les voûtes ont été établies au XIXe siècle, ainsi que les vitraux, l'autel majeur et la chaire. L'église comporte de belles statues de Marie (entrée nord et porche ouest) et de saints, dont saint Louis, baptisé à Poissy. Les vitraux ont été restaurés en 2007 dans le cadre du contrat rural.
Situé sur un coteau exposé au sud, Mézy fut longtemps un village viticole et de culture de légumineuses (coteaux, fermes de la rue Alfred-Lasson) et de céréales (plateau). Le vallon des Marais, qui comporte encore un beau lavoir, a longtemps été le lieu de jardins potagers des manouvriers qui habitaient rue Érambert et rue de la Croix. Dans le bois de Mézy se trouve la tombe de Pierre-Étienne Érambert, grande figure du village dans la première moitié du XIXe siècle, qui fut maire de la commune de 1830 à 1861 ; cette tombe est ornée de symboles maçonniques : l'équerre et le compas.
Autre curiosité du village, à l'écart au lieu-dit le Gibet, la maison Paul-Poiret, ancienne résidence d'Elvire Popesco, conçue par l'architecte Robert Mallet-Stevens.

## Politique et administration

### Liste des maires
| Période                                  | Période   | Identité           | Étiquette | Qualité |
| ---------------------------------------- | --------- | ------------------ | --------- | --- |
| Les données manquantes sont à compléter. |           |                    |           | |
|                                          | 1885      | Julien Prévost     |           | |
| 1885                                     | 1896      | Alphonse Cazet (d) |           | Agent de change puis directeur de L'Éclair                                                                               |
| ...                                      | ...       | ...                | ...       | ... |
| 1945                                     | 1953      | Paul Bargeton      |           | |
| 1953                                     | 1955      | Madeleine Peuchaud |           | |
| 1955                                     | 1960      | Paul Bargeton      |           | |
| 1960                                     | mars 1971 | Louis Foussat      |           | |
| mars 1971                                | mars 1977 | Pierre Petitjean   |           | |
| mars 1977                                | mars 1983 | Dominique Barré    |           | |
| mars 1983                                | juin 1995 | Geneviève Lacotte  |           | |
| juin 1995                                | mai 2020  | Jean Mallet        | LV → EÉLV | Ingénieur EADS retraité Conseiller régional d'Île-de-France (2010 → 2015) Vice-président de la CC Vexin-Seine (2004 → ?) |
| mai 2020                                 | En cours  | Fabrice Zuccarelli | SE        | Enseignant, ancien adjoint                                                                                               |

### Instances administratives et judiciaires
La commune de Mézy-sur-Seine appartient au canton des Mureaux et est rattachée à la communauté urbaine Grand Paris Seine et Oise.
Elle est aussi incluse dans le territoire de l'opération d'intérêt national Seine-Aval.
Sur le plan électoral, la commune est rattachée à la septième circonscription des Yvelines, circonscription à dominante rurale du nord-ouest des Yvelines.
Sur le plan judiciaire, Mézy-sur-Seine fait partie de la juridiction d’instance de Mantes-la-Jolie et, comme toutes les communes des Yvelines, dépend du tribunal de grande instance ainsi que du tribunal de commerce sis à Versailles,.

## Population et société

### Démographie

#### Évolution démographique
L'évolution du nombre d'habitants est connue à travers les recensements de la population effectués dans la commune depuis 1793. Pour les communes de moins de 10 000 habitants, une enquête de recensement portant sur toute la population est réalisée tous les cinq ans, les populations de référence des années intermédiaires étant quant à elles estimées par interpolation ou extrapolation. Pour la commune, le premier recensement exhaustif entrant dans le cadre du nouveau dispositif a été réalisé en 2008.

En 2022, la commune comptait 2 261 habitants, en évolution de +7,05 % par rapport à 2016 (Yvelines : +2,72 %, France hors Mayotte : +2,11 %).
| 1793 | 1800 | 1806 | 1821 | 1831 | 1836 | 1841 | 1846 | 1851 |
| ---- | ---- | ---- | ---- | ---- | ---- | ---- | ---- | ---- |
| 656  | 635  | 590  | 585  | 527  | 494  | 516  | 515  | 493  |

| 1856 | 1861 | 1866 | 1872 | 1876 | 1881 | 1886 | 1891 | 1896 |
| ---- | ---- | ---- | ---- | ---- | ---- | ---- | ---- | ---- |
| 491  | 463  | 461  | 475  | 493  | 552  | 548  | 617  | 603  |

| 1901 | 1906 | 1911 | 1921 | 1926 | 1931 | 1936 | 1946 | 1954 |
| ---- | ---- | ---- | ---- | ---- | ---- | ---- | ---- | ---- |
| 556  | 568  | 539  | 527  | 664  | 677  | 636  | 728  | 762  |

| 1962 | 1968 | 1975  | 1982  | 1990  | 1999  | 2006  | 2008  | 2013  |
| ---- | ---- | ----- | ----- | ----- | ----- | ----- | ----- | ----- |
| 897  | 964  | 1 346 | 1 417 | 1 698 | 1 789 | 1 893 | 1 923 | 2 004 |

| 2018  | 2022  | - | - | - | - | - | - | - |
| ----- | ----- | - | - | - | - | - | - | - |
| 2 282 | 2 261 | - | - | - | - | - | - | - |

#### Pyramide des âges
En 2018, le taux de personnes d'un âge inférieur à 30 ans s'élève à 37,2 %, soit en dessous de la moyenne départementale (38 %). À l'inverse, le taux de personnes d'âge supérieur à 60 ans est de 23,9 % la même année, alors qu'il est de 21,7 % au niveau départemental.
En 2018, la commune comptait 1 180 hommes pour 1 102 femmes, soit un taux de 51,71 % d'hommes, largement supérieur au taux départemental (48,68 %).
Les pyramides des âges de la commune et du département s'établissent comme suit.
| Hommes | Classe d’âge | Femmes |
| ------ | ------------ | ------ |
| 0,4    | 90 ou +      | 2,7    |
| 4,9    | 75-89 ans    | 7,9    |
| 14,9   | 60-74 ans    | 17,1   |
| 20,3   | 45-59 ans    | 20,7   |
| 17,1   | 30-44 ans    | 20,0   |
| 22,6   | 15-29 ans    | 12,8   |
| 19,7   | 0-14 ans     | 18,9   |

| Hommes | Classe d’âge | Femmes |
| ------ | ------------ | ------ |
| 0,6    | 90 ou +      | 1,4    |
| 6      | 75-89 ans    | 7,8    |
| 13,5   | 60-74 ans    | 14,8   |
| 20,7   | 45-59 ans    | 20,1   |
| 19,6   | 30-44 ans    | 19,9   |
| 18,5   | 15-29 ans    | 16,8   |
| 21,2   | 0-14 ans     | 19,2   |

## Économie
- Commune résidentielle.

## Environnement
En 2009, un projet de circuit de Formule 1, sur la commune de Flins-sur-Seine, lancé par le conseil général des Yvelines menace la commune et rencontre une vive opposition des riverains (90 % des riverains se sont opposés à ce projet lors d'une consultation).

## Culture

### Lieux et monuments

#### Monuments historiques

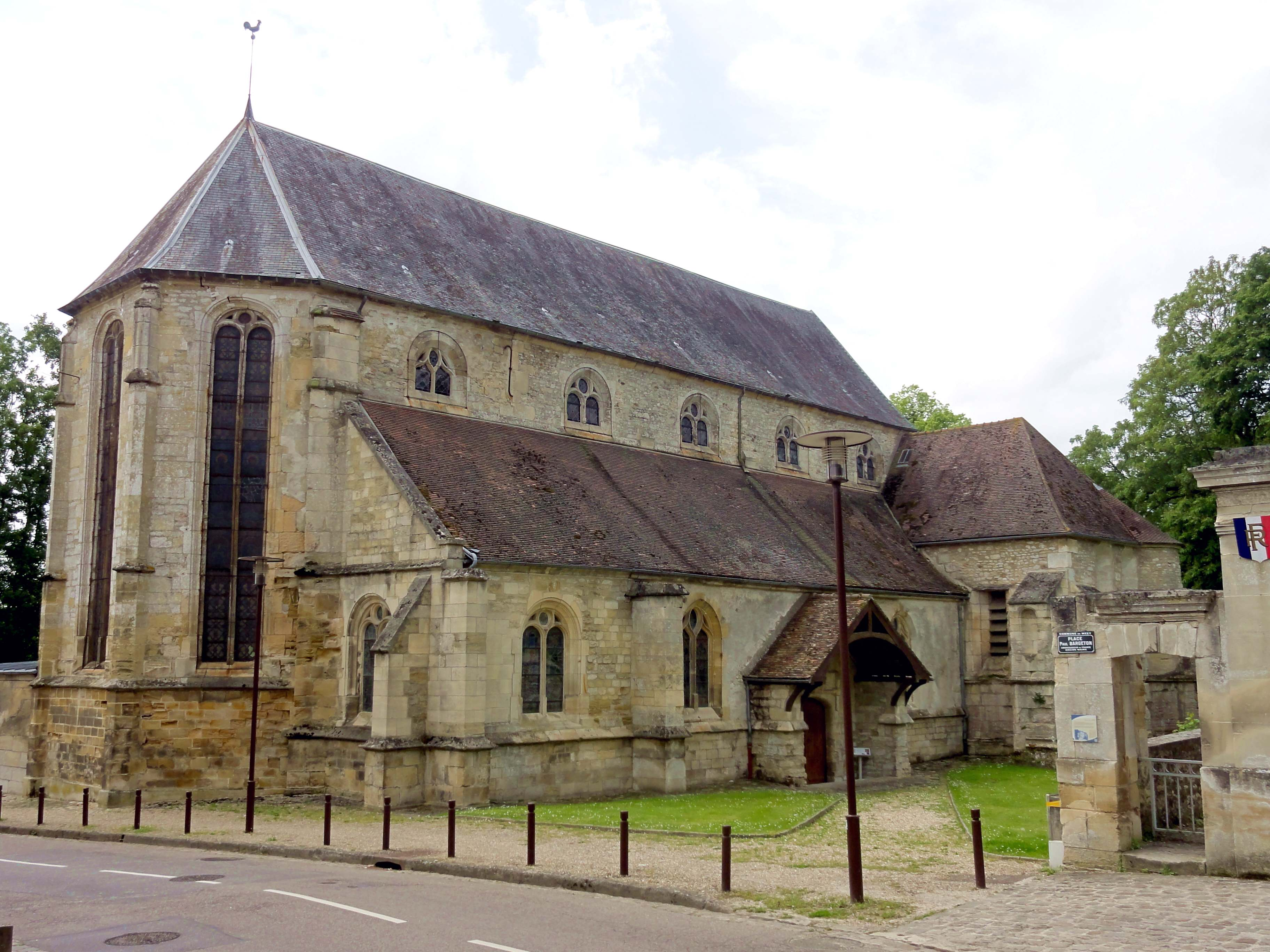
Église Saint-Germain.

Mézy-sur-Seine compte deux monuments historiques sur son territoire.
- Église Saint-Germain, rue du Château, inscrite au titre des monuments historiques par arrêté du 19 juillet 1926[26]

Fondée à la fin du XIIe siècle, elle a été incendiée et en partie détruite sous la guerre de Cent Ans, puis a bénéficié d'une reconstruction intégrale au milieu du XVIe siècle, avec une nouvelle consécration en 1554. L'église Saint-Germain représente ainsi l'une des rares églises entièrement rebâties dans le style gothique flamboyant dans le Vexin français. Les influences de la Renaissance, en plein essor à la période de la reconstruction, se limitent encore à la modénature dans le chœur, et au remplage d'une partie des fenêtres. L'ordonnancement des élévations latérales de la nef, avec un étage de fenêtres hautes, est probablement hérité de l'édifice précédent, et les grandes arcades sont apparemment les arcades du début du XIIIe siècle retaillées. L'architecture n'offre aucun élément remarquable, et est en somme assez rustique. L'église vaut surtout pour la belle ampleur du vaisseau central. Demeurée inachevée, elle n'a reçu la plupart de ses voûtes qu'au cours des années 1870, mais le clocher n'a pas été bâti au-delà de la souche, et le portail occidental est dénué de toute décoration[27]. En 2009-2010, un orgue à tuyaux, de facture ancienne, a été acheté et monté dans l’église à l'initiative d'un paroissien, soutenu par la commune et la population.

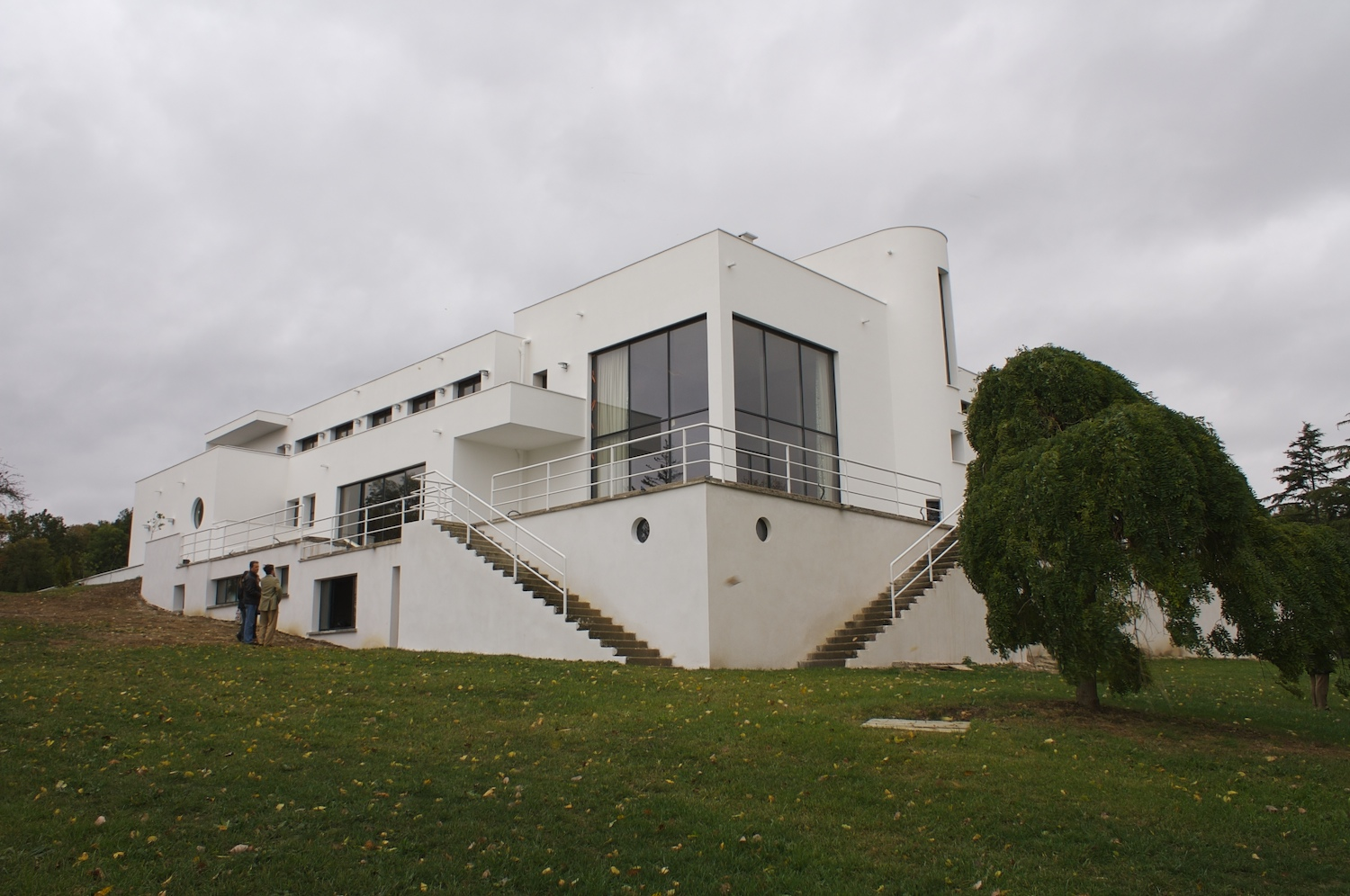
Villa Paul-Poiret.

- Villa Paul-Poiret, inscrite au titre des monuments historiques par arrêté du 21 décembre 1984[28] : Grande villa construite en 1923 par l'architecte Robert Mallet-Stevens pour le couturier Paul Poiret, puis habitée par Elvire Popesco.

#### Autres éléments du patrimoine

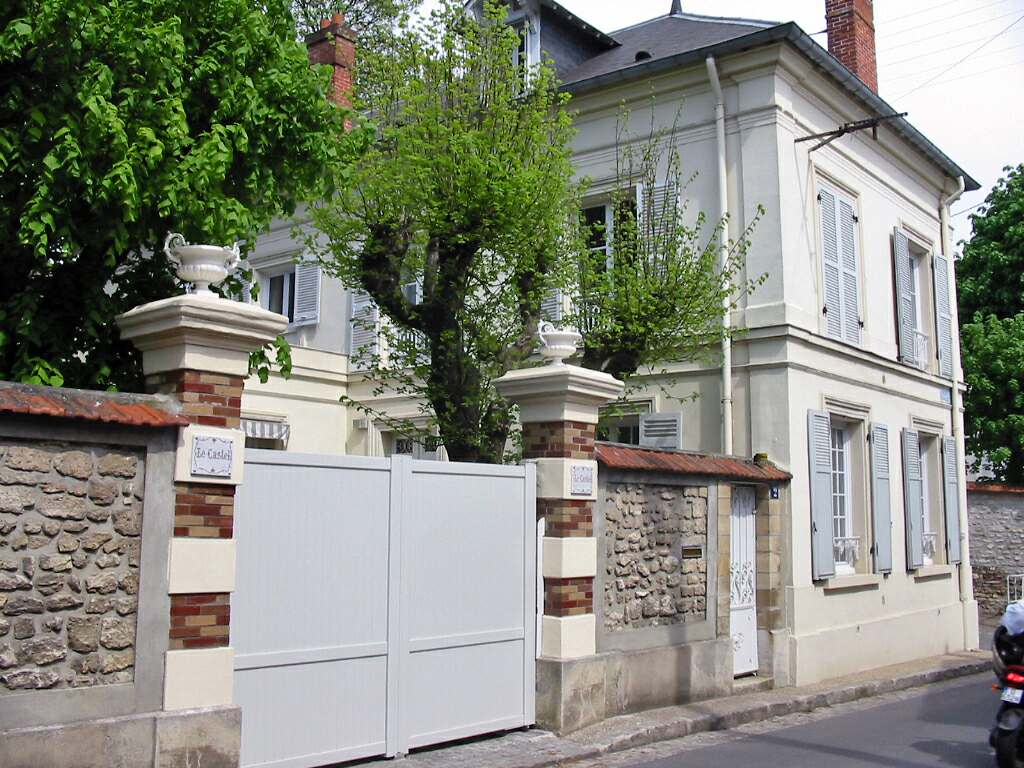
Maison d'Albert Dubout.

- Parc du château[29], rue Alfred-Lasson
- Parc de la mairie[30], place Paul-Bargeton
- Parc des Terrasses[31], rue du Chaud-Soleil ; rue Berthe-Morisot
- Jardin de la villa Popesco[32] au Gibet, route d'Apremont

## Personnalités liées à la commune
- Alphonse Cazet (1858-1896), directeur de L’Éclair et maire de Mézy, est mort dans cette commune.
- Berthe Morisot, peintre impressionniste, a résidé à Mézy de 1890 à 1891.
- Général Auguste Antoine Palasse (1881-1971), mort à Mézy, attaché militaire à Moscou à la veille de la Seconde Guerre mondiale.
- Elvire Popesco, actrice, habita jusqu'en 1985 dans la villa Paul-Poiret qu'elle avait rachetée au couturier en 1930.
- Paul Poiret : couturier, celui qui a libéré la femme du corset.
- Albert Dubout : dessinateur humoristique, a résidé à Mézy de 1965 à 1976.
- Lili Boulanger : compositrice et première femme lauréate du prix de Rome (en 1913) s'éteint à Mézy des suites d'une longue maladie le 15 mars 1918. Elle était âgée de 24 ans. Elle y aurait dicté à sa sœur Nadia son ultime composition, Pie Jesu pour voix de soprano, quatuor à cordes, harpe et orgue.
- Alfred Sauvy : propriétaire d'une maison de campagne, y vit notamment pendant la période de l'occupation[33]
- Paul Bargeton : y fut maire.